# オーバーライド (曲)
「オーバーライド」（Override）は2023年11月29日にリリースされた吉田夜世による楽曲。ボーカロイドに重音テトSVが起用されている。

## 背景
曲名の「オーバーライド」はオブジェクト指向プログラミングにおけるオーバーライドのことであり、ミュージックビデオにはオブジェクト指向プログラミングのコードで用いられる英単語が登場する。
制作に関して作者の吉田夜世曰く「ゴリ押し」とのこと。

## 評価
Billboard JAPANが発表しているニコニコ VOCALOID SONGS TOP20の2024年上半期で1位を獲得したほか、Heatseekers Songsでも1位を獲得した。
「MUSIC AWARDS JAPAN 2025」の「最優秀ボーカロイドカルチャー楽曲賞」にノミネートされた。

## ミュージックビデオ
ミュージックビデオで使用されているイラストは全てシシアが描いている。YouTubeのミュージックビデオは2025年6月時点で7500万回以上再生されている。